# Chris Hülsbeck
Christopher Hülsbeck, detto Chris (Kassel, 2 marzo 1968), è un compositore tedesco di musica per videogiochi. Fuori dai paesi di lingua tedesca, il suo cognome è trascritto spesso come Huelsbeck.

## Biografia

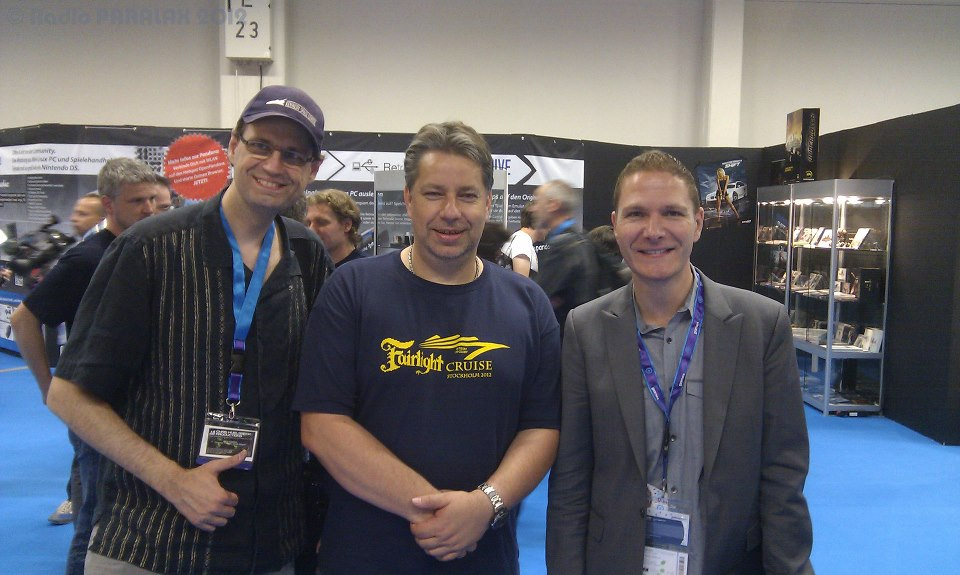
Chris Hülsbeck, il primo a sinistra al Gamescom 2012

Ha scritto colonne sonore per più di 70 titoli. Molte delle sue musiche per il Commodore 64 sono attualmente considerate dei classici tra gli entusiasti, in particolar modo quelle di Great Giana Sisters e quelle della serie di videogiochi Turrican. I primi riconoscimenti per Chris arrivarono a 18 anni quando la sua composizione Shades arrivò prima in una competizione indetta dalla rivista tedesca 64'er.
Ha creato un sistema di riproduzione della musica per l'Amiga chiamato TFMX - "The Final Musicsystem eXtended", che presentava caratteristiche molto più avanzate dei rivali Soundtracker e Protracker, come le distorsioni logaritmiche della frequenza, macro per suoni e andature differenziate per ciascuna traccia.
Una versione di TFMX realizzata in collaborazione con Jochen Hippel tramite un mix in tempo reale via software consente di riprodurre fino a 7 voci (sample) contemporaneamente su Amiga, contro le 4 disponibili in hardware sul chip audio dell'home computer Commodore. Tra i giochi che fanno uso di TFMX 7 voice routine ricordiamo Turrican II: The Final Fight e Turrican 3, Apidya, Carl Lewis Challenge. Le musiche a 7 voci si limitano allo schermo iniziale dei titoli, ai record e ai crediti, poiché nella parte giocata il missaggio era piuttosto difficile a causa delle limitazioni delle CPU di quei computer.

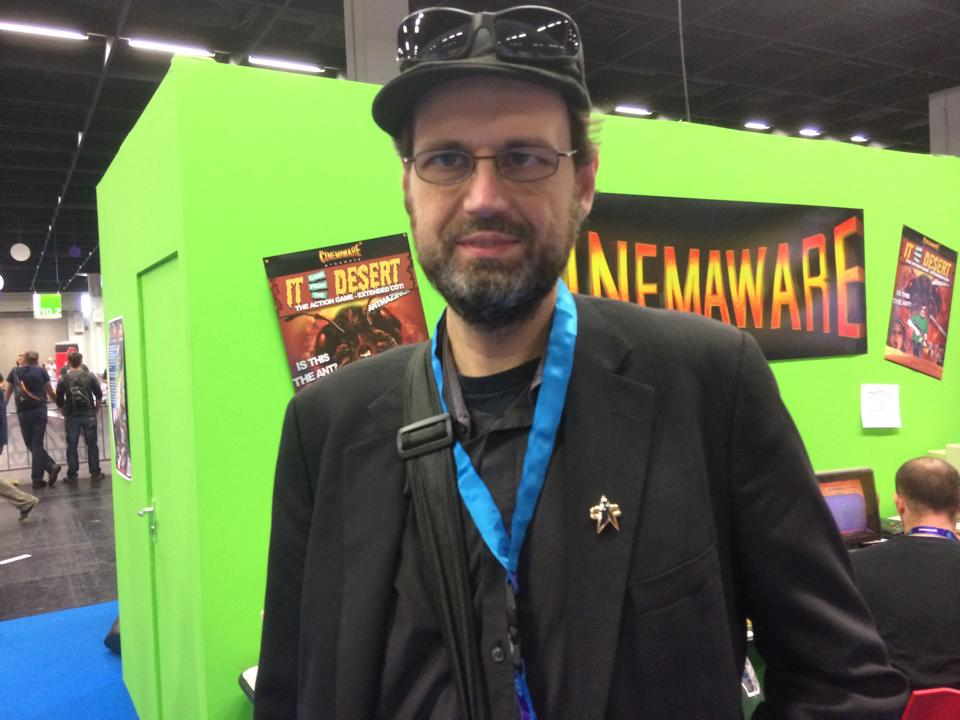
Chris Hülsbeck, in visita allo stand Cinemaware presso l'E3 2014

Alcune delle sue composizioni più famose sono state eseguite dal vivo più volte da un'orchestra sinfonica al completo all'interno dei Symphonic Game Music Concert a Lipsia. Il 22 agosto 2007, in occasione dell'annuale edizione di questo concerto, ha presentato in anteprima mondiale il suo ultimo CD intitolato Number Nine.
Il 23 agosto 2008, a Colonia, è stato organizzato un concerto dal titolo Symphonic Shades, dedicato alle opere di Hülsbeck. L'orchestra, composta dalla WDR Radio Orchestra oltre che dai solisti Jari Salmela e Rony Barrak, è stata guidata da Arnold Roth.
Nel 2012 dà inizio al progetto Turrican Soundtrack Anthology, per produrre in 3 CD la colonna sonora definitiva di Turrican, tramite il sito di Kickstarter; la pubblicazione avviene a fine 2013.
A gennaio 2015 dà il via a un nuovo progetto sempre su Kickstarter, una raccolta dei suoi migliori brani completamente suonati al pianoforte, dal titolo The piano collection.
Nel maggio 2016, in occasione dei 25 anni dalla data di pubblicazione di Turrican 2, esce una raccolta della colonna sonora del suddetto videogioco eseguita con orchestra.
Da molti anni vive a Petaluma, California, Stati Uniti.

## Discografia
- 1991 - Shades
- 1992 - Apidya
- 1992 - To be on Top
- 1993 - Turrican Soundtrack
- 1994 - Native Vision - Easy life (singolo)
- 1994 - Rainbows
- 1995 - Sound Factory (contiene una traccia dati con le campionature utilizzate da Hülsbeck e musiche in formato TFMX)
- 1997 - Tunnel B1 Soundtrack
- 1997 - Extreme Assault Soundtrack
- 1998 - Peanuts feat. Doc. Schneider - Leben betrügt (singolo)
- 2000 - Bridge from the past to the future
- 2000 - Collage
- 2000 - Merregnon Soundtrack - Volume 1
- 2001 - Chris Huelsbeck in the Mix (pubblicata da ZYX Music)
- 2004 - Merregnon Soundtrack - Volume 2
- 2007 - Number Nine
- 2008 - Symphonic Shades - Huelsbeck in Concert
- 2013 - Turrican Soundtrack Anthology
- 2015 - The piano collection
- 2016 - Turrican II - The Orchestral Album

## Videogiochi (parziale)
Videogiochi di cui Hülsbeck ha scritto la musica:
- 1986 - Madness
- 1987 - Antics
- 1987 - Bad Cat
- 1987 - Jinks
- 1987 - Great Giana Sisters
- 1987 - Soldier
- 1987 - The Baby of Can Guru
- 1987 - To Be on Top
- 1988 - Danger Freak
- 1988 - Denaris
- 1988 - R-Type (conversione per C=64)
- 1988 - Katakis
- 1989 - Circus Attractions
- 1989 - Down at the Trolls
- 1989 - Grand Monster Slam
- 1989 - Hard 'n' Heavy
- 1989 - Hollywood Poker Pro
- 1989 - Oxxonian
- 1989 - Rock 'n' Roll
- 1989 - Spherical
- 1989 - StarTrash
- 1989 - X-Out
- 1990 - The Curse of Ra
- 1990 - Turrican
- 1990 - Z-Out
- 1991 - Turrican II: The Final Fight
- 1991 - Gem'X
- 1992 - Apidya
- 1992 - Bug Bomber
- 1992 - Jim Power in Mutant Planet
- 1993 - Turrican 3
- 1993 - Super Turrican
- 1994 - Super Turrican 2
- 1995 - Bermuda Syndrome
- 1995 - Nectaris
- 1996 - Tunnel B1
- 1997 - Extreme Assault
- 1998 - Star Wars: Rogue Squadron
- 1999 - X: Beyond the Frontier
- 2001 - Star Wars: Rogue Squadron II - Rogue Leader
- 2001 - Star Wars: Episode I - Battle for Naboo
- 2003 - Star Wars: Rogue Squadron III - Rebel Strike
- 2012 - Giana Sisters: Twisted Dreams
- 2013 - Giana Sisters: Twisted Dreams Rise Of The Owlverlord
- 2014 - Doctor Who: Legacy